# Arthur William Hammond
Le lieutenant Arthur William Hammond, né le 29 août 1890 à Burton upon Trent en Angleterre et décédé le 22 décembre 1959 à Victoria en Colombie-Britannique, était un as de l'aviation britannique de la Première Guerre mondiale. On lui crédite cinq victoires aériennes.

## Biographie
Arthur William Hammond est né le 29 août 1890 à Burton upon Trent dans le Staffordshire en Angleterre. Il s'est joint aux Royal Horse Guards en tant que soldat de cavalerie. En octobre 1915, il a été commissionné en tant sous-lieutenant temporaire pour les Royal Engineers avant de transférer au Royal Flying Corps. Volant au sein du No. 2 Squadron RAF à bord d'un biplane Armstrong Whitworth F.K.8, on lui crédite cinq victoires aériennes en tant qu'observateur et tireur. Le pilote mentionné dans sa seconde croix militaire est Alan McLeod qui a été décoré de la croix de Victoria pour la même action. Arthur Hammond a été blessé à la jambe et a dû quitter le Royal Flying Corps.
Après la guerre, il émigra au Canada sur l'invitation de la famille d'Alan McLeod. Il s'établit d'abord à Stonewall au Manitoba où il travailla en tant qu'ingénieur pour les routes pour une année. Par la suite, il déménagea à Winnipeg et commença une longue carrière avec la compagnie d'assurance-vie Great-West.
Durant la Seconde Guerre mondiale, il servit en tant que capitaine-adjudant pour l'Aviation royale canadienne.
À sa retraite en 1946, il déménagea à Victoria en Colombie-Britannique. Il y décéda le 22 décembre 1959 à l'âge de 69 ans.

## Récompenses

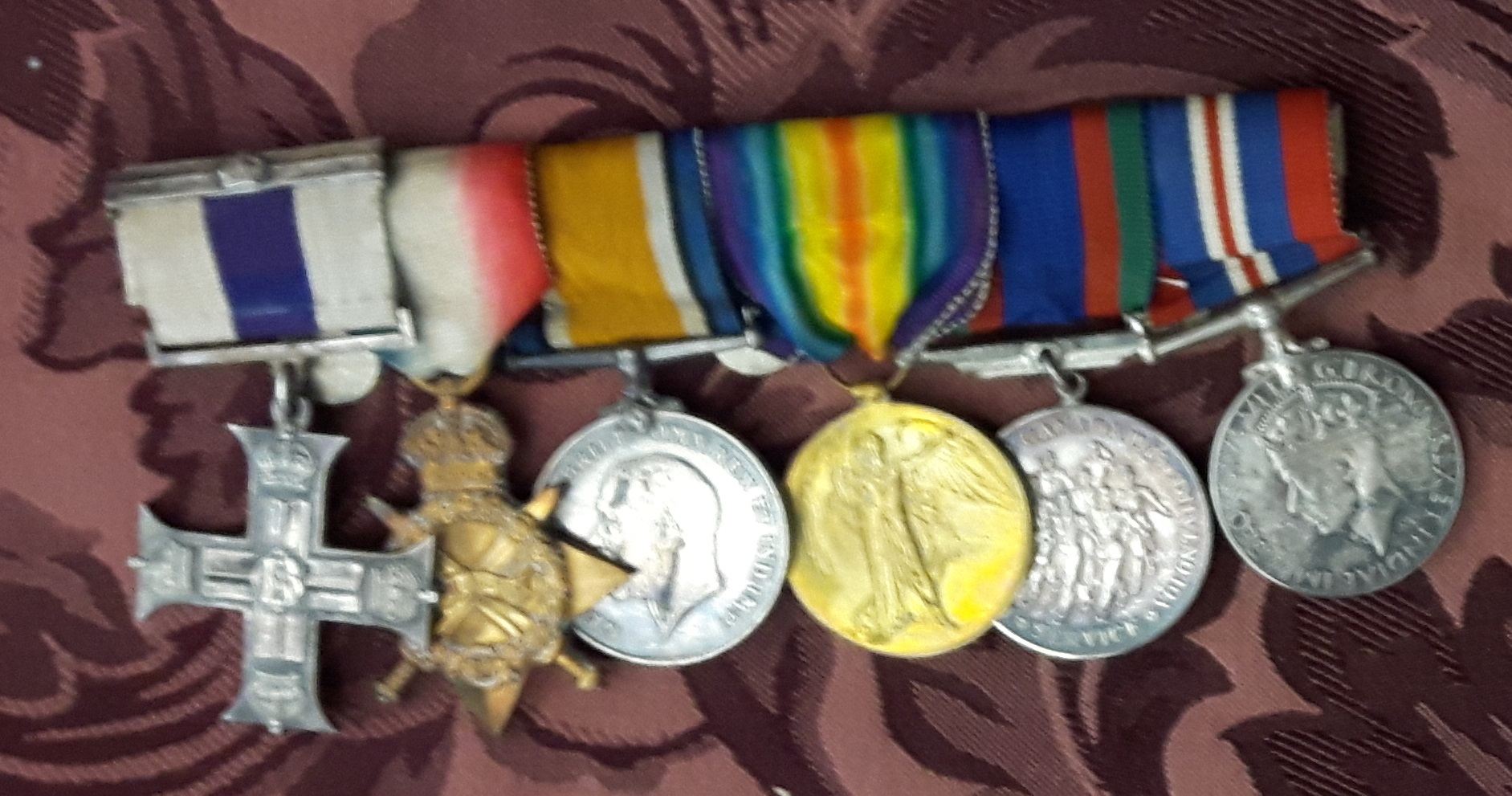
Médailles d'Arthur William Hammond

Arthur William Hammond a été décoré à deux reprises de la croix militaire pour des actes de bravoure le 22 avril 1918 et le 26 juillet de la même année.